# Widlica (roślina)

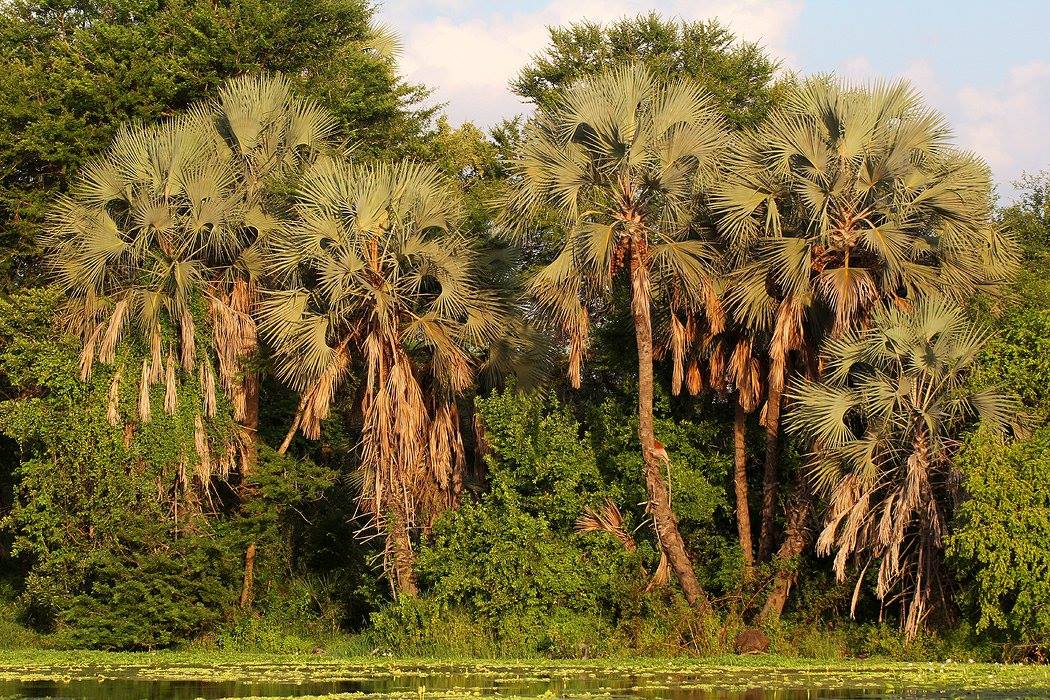
Hyphaene petersiana

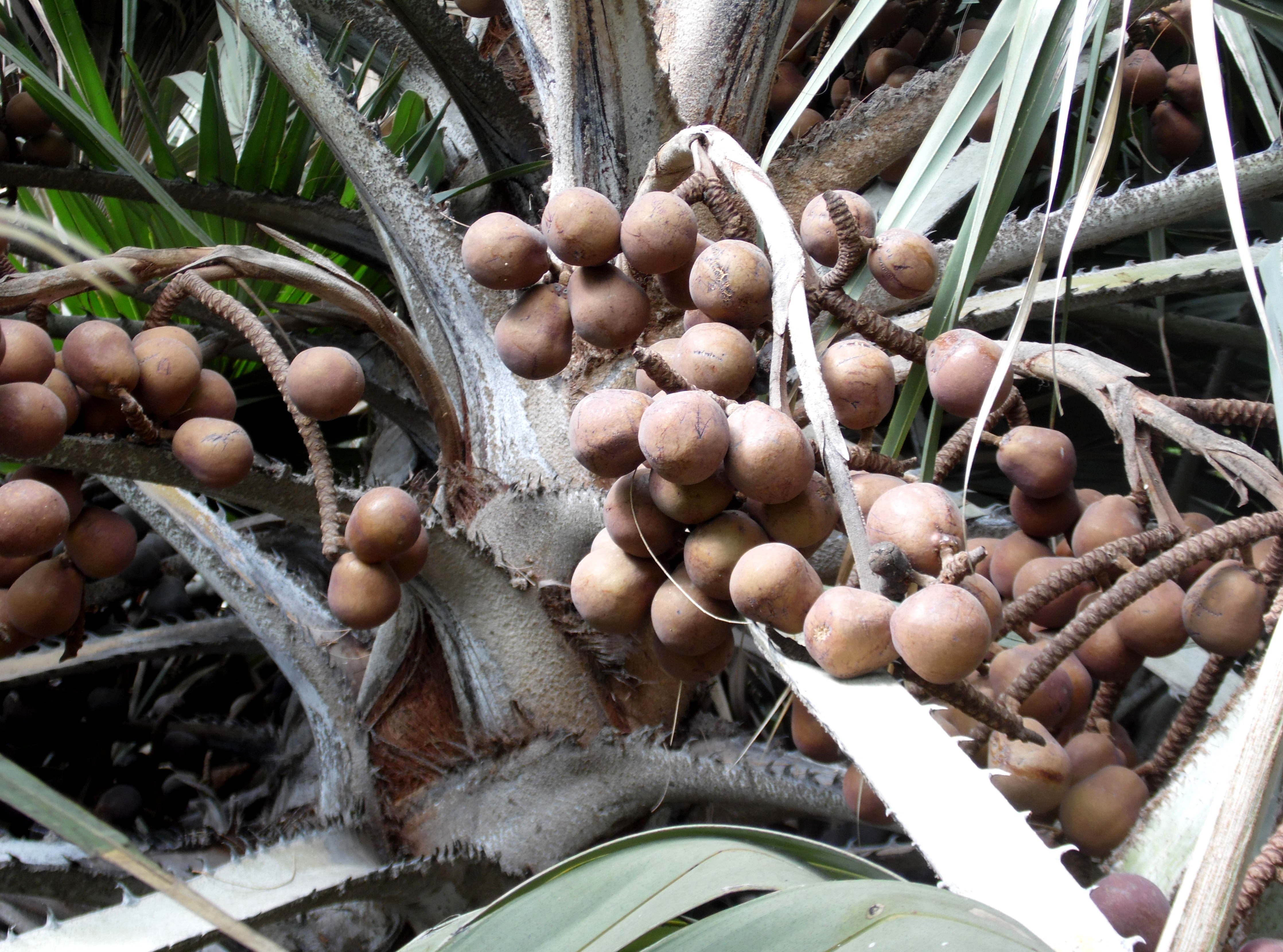
Owoce Hyphaene coriacea

Widlica (Hyphaene Gaertn.) – rodzaj roślin z rodziny arekowatych, czyli palm (Arecaceae). Obejmuje 8 gatunków, przy czym w niektórych ujęciach klasyfikowano tu dawniej 28 lub nawet 41 gatunków. Rośliny te występują w większości na obszarach suchych niemal w całej Afryce (z wyjątkiem jej północno-zachodnich krańców), na Madagaskarze, wzdłuż wybrzeży Półwyspu Arabskiego i zachodniej części Półwyspu Indyjskiego, sięgając na wschodzie po Sri Lankę (na tę wyspę palmy te prawdopodobnie introdukowano z Afryki). W Indiach rośnie tylko jeden gatunek – H. dichotoma.
Widlice zasiedlają obszary pustynne i sawanny, przy czym zwykle rosną w miejscach o stosunkowo wysokim poziomie wód – w dolinach rzeki i strumieni, w wadi i oazach. H. compressa sięga do 1400 m n.p.m. Jeden gatunek – H. guineensis – rośnie wyjątkowo w lasach deszczowych. Kwiaty tych palm zapylane są przez pszczoły, a owoce i nasiona rozprzestrzeniane są przez pawiany, słonie i inne zwierzęta. Współcześnie znaczący wpływ na występowanie tych roślin ma człowiek.
Wszystkie gatunki są wszechstronnie wykorzystywane przez człowieka jako rośliny jadalne, ozdobne, lecznicze, dostarczające włókien i liści do wyplatania oraz drewna.

## Morfologia

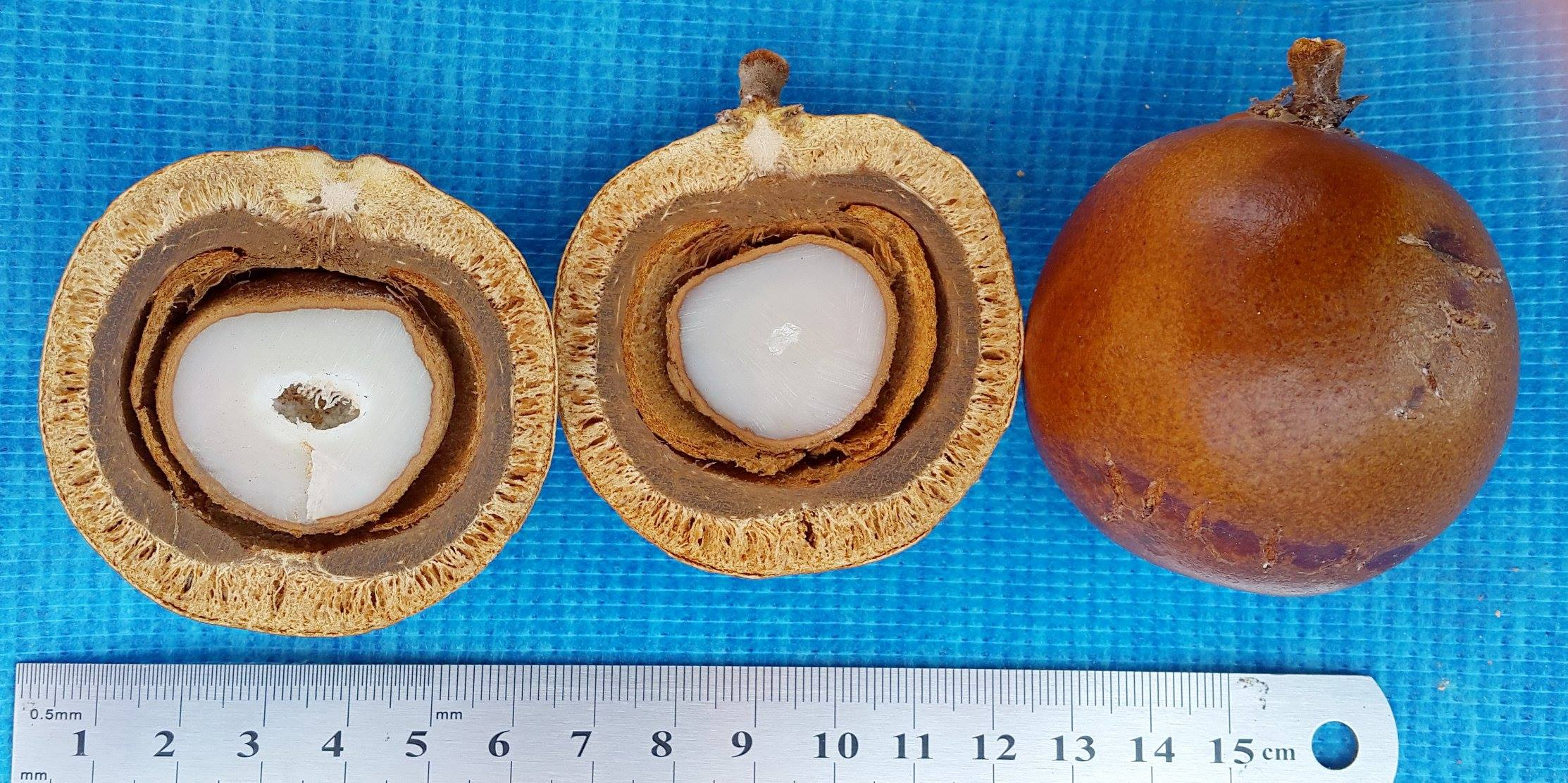
Owoc Hyphaene petersiana

PokrójPalmy osiągające różne rozmiary – od niewielkich, o pniach nie wyrastających nazbyt ponad poziom ziemi, po okazałe, osiągające co najmniej 18 metrów wysokości. Pień zwykle rozgałęziony jest dychotomicznie, czasem kilkukrotnie, rzadziej jest nierozgałęziony. Pnie wyrastają pojedynczo lub w kępach, u niektórych gatunków są pękate. U młodszych roślin pień w całości okryty jest nasadami obumarłych liści, z wiekiem pień się oczyszcza i pokryty jest tylko lekko wystającymi pierścieniami blizn liściowych.
LiścieLiczne, okazałe, tworzące luźną koronę. Wachlarzowate (dłoniastozłożone), z blaszką rozdzielającą się do 1/3 promienia na pojedynczo złamane i rozwidlone na końcach odcinki, często srebrzystą. U nasady blaszki, na jej górnej powierzchni (doosiowej) znajduje się wyrostek – hastula (często asymetryczny), od spodu go brak. Ogonek liściowy silnie kolczasty, tęgi, z nasadą otwartą i omszoną.
KwiatyPalmy jednopienne – na tych samych osobnikach rozwijają się podobne do siebie kwiatostany męskie i żeńskie wyrastające między liśćmi (te męskie są nieco słabiej rozgałęzione i tęższe). Kwiaty męskie rozwijają się w kwiatostanach rozgałęziających się do odcinków dwurzędowych, wspartych podsadkami, końcowe odcinki dość grube, zebrane po 1–6, pokryte podsadkami w kątach których znajdują się zagłębienia z trzema kwiatami. Kwiaty te otoczone są licznymi włoskami i rozwijają się kolejno (tj. kwitną pojedynczo). Trzy listki zewnętrznego okółka okwiatu są kapturkowate i błoniaste. Listki wewnętrznego okółka podobnej wielkości, kreskowane, też kapturkowate. Pręcików jest 6, ich nitki u nasady są rozszerzone i tam też zrośnięte. Prątnicznków jest 6–9, są one trójdzielne i drobne. Kwiatostany żeńskie na końcach rozgałęzień mają 1–3 odcinki. W kątach przysadek rozwijają się pojedyncze kwiaty słupkowe na gęsto owłosionych szypułkach, wydłużających się w różnym stopniu w czasie owocowania. Listki okwiatu w obu okółkach podobne, zaokrąglone, wewnętrzne, na końcach z ząbkami. Zawierają prątniczki drobne, z pustymi pylnikami oraz kulistawą zalążnię rozwijającą się z trzech owocolistków.
OwoceZmiennego kształtu i często asymetryczne pestkowce, rozwijające się zwykle z jednej komory zalążni (rzadziej dwóch lub trzech i wówczas owoc dwu- lub trójdzielny). Egzokarp gładki, brązowy. Mezokarp włóknisty i suchy, ale aromatyczny i słodki. Endokarp (pestka) twardy, otaczający nasiono. Owoce osiągają duże rozmiary – u widlicy tebańskiej do 10 cm długości i 2 cm średnicy, u H. dichotoma do 7 cm długości i 6 cm średnicy.

## Systematyka
Rodzaj klasyfikowany jest jako jeden z kilku do podplemienia Hyphaeninae Becc. (1924) zaliczanego do plemienia Corypheae Mart (1837) i podrodziny Coryphoideae Griff. (1844) w obrębie arekowatych Arecaceae. W innych ujęciach (Dransfield i in. 2005) Hyphaeninae klasyfikowane są do plemienia Borasseae.
Rodzaj został potwierdzony jako takson monofiletyczny i jest siostrzany względem rodzaju Medemia Württemb. ex H. Wendl.
Wykaz gatunków
- Hyphaene compressa H.Wendl.
- Hyphaene coriacea Gaertn.
- Hyphaene dichotoma (D.White bis ex Nimmo) Furtado
- Hyphaene guineensis Schumach. & Thonn.
- Hyphaene macrosperma H.Wendl.
- Hyphaene petersiana Klotzsch ex Mart.
- Hyphaene reptans Becc.
- Hyphaene thebaica (L.) Mart. – widlica tebańska, palma dum[11]

## Zastosowanie
Widlice są sadzone jako palmy ozdobne, ale też wykorzystywane są wszechstronnie użytkowo. Włóknista owocnia jest jadalna, zwłaszcza w młodych, dopiero dojrzewających owocach. Przynajmniej w przypadku widlicy tebańskiej w smaku przypomina piernik, stąd rośliny te zwane bywają „piernikowymi palmami” (ang. gingerbread palms). Owoce tego gatunku spożywane były w Starożytnym Egipcie, zresztą charakterystyczne z powodu rozwidlonych pni palmy przedstawiano także na reliefach, a ich owoce ofiarowywano zmarłym. Pokrojone w plastry owoce mogą być długo przechowywane, a zmielone służą jako dodatek do wyrobu wypieków i do innych potraw. Kiełkujące nasiona spożywa się w sałatkach. Wierzchołki palm wycina się (co skutkuje uśmierceniem pędu) i wykorzystuje do wyrobu wina palmowego.
Po dojrzeniu owoców z pestek pozyskuje się bardzo twarde, białe bielmo stanowiące roślinny substytut kości słoniowej (wyrabia się z nich np. guziki, biżuterię i amulety).
Liście używane są do wyplatania mat i dostarczają włókien, z których wyplata się sznury i zgrzebne tkaniny. Z włókien pozyskiwanych z korzeni sporządza się sieci rybackie. Wykorzystuje się także drewno tych palm, a wszelkie opadające z nich części używane są jako opał. Wyrabia się z nich także papier.
Leczniczo wykorzystywane są zwłaszcza korzenie, z których tworzy się leki stosowane w przypadku schistosomatozy. Suszonym owocom przypisywane jest działanie moczopędne i regulujące ciśnienie krwi.